# أصهب
Rufous
#A81C07
أصهب هو اللون الذي يمكن وصفه بأنه ضارب للأحمر البني أو بني - الأحمر، اعتبارا من الصدأ أو الحديد المؤكسد. كان أول استخدام مسجل للروفوس كاسم لوني باللغة الإنجليزية عام 1782. ومع ذلك، تم تسجيل اللون أيضًا في وقت سابق عام 1527 كلون بول تشخيصي.

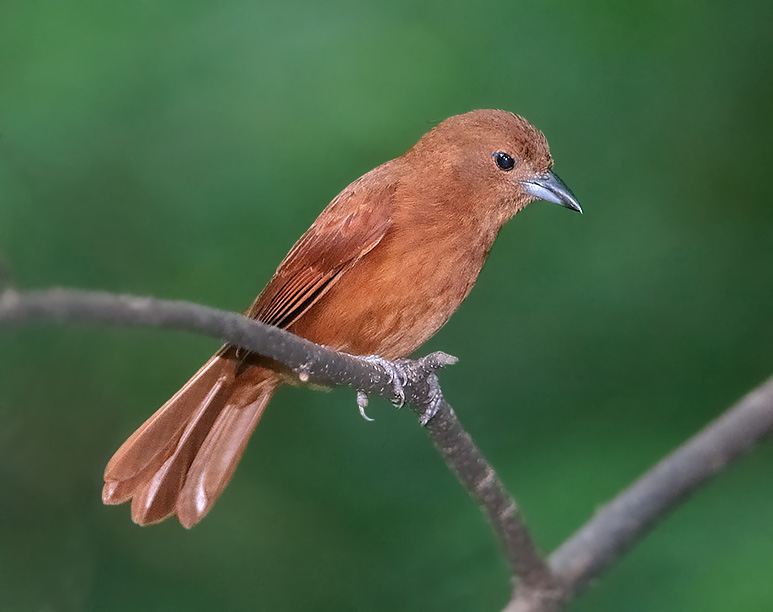

كلمة «روفوس» مشتقة من اللاتينية روفوس ، وتعني «أحمر»، وتستخدم كصفة في أسماء العديد من الحيوانات - خاصة الطيور - لوصف لون بشرتها أو فروها أو ريشها.  